# Picasso à Vallauris
 (octobre 2013).
Si vous disposez d'ouvrages ou d'articles de référence ou si vous connaissez des sites web de qualité traitant du thème abordé ici, merci de compléter l'article en donnant les références utiles à sa vérifiabilité et en les liant à la section « Notes et références ».
En 1948, Picasso s’installe à Vallauris, où il demeure jusqu’en 1955. Durant ces années, il réalise de nombreuses sculptures et peintures dont Guerre et Paix, une des œuvres majeures de cette période. Il se lance également dans une intense production céramique, renouvelant et bouleversant profondément le langage créatif dans ce domaine.

## Picasso céramiste
C’est en 1946, en visitant l’exposition annuelle des potiers de Vallauris, au hasard d’une rencontre avec Suzanne et Georges Ramié, propriétaires d’une fabrique de céramique, l’atelier Madoura, que Picasso, curieux de tout, réalise ses premiers essais de céramique. Il décide alors de se consacrer à cette activité qui lui offre de nouvelles perspectives de création grâce à la plasticité de la terre et à la magie de la cuisson au four, qui révèle les coloris éclatants de l’émail et la brillance des vernis.
C'est à cette époque que Michel Sima, qui pratiquait la céramique à Vallauris, y emmena Picasso qui par la suite travailla chez les Ramié à la poterie Madoura, poterie où Sima a réalisé une série de portraits saisissants de Picasso. Francoise Gilot et Michel Sima témoignent de cette période dans le film de Christian Tran, Picasso et Sima, le modeleur d'amitié :

« Cette année-là malgré tout c’est là où on a aussi vu les Ramier pour la première fois. Les Ramier de la poterie Madoura. Également avec Sima. Sima avait une intuition extraordinaire parce qu’il a quand même prévu que Picasso pourrait peut-être faire de la céramique. C’est assez extraordinaire et ce n’était pas écrit dans les astres vous voyez. »

— F. Gilot

« Pendant quelques jours, j’ai disparu, alors Picasso était étonné en ne me voyant pas mais moi je suis retourné un peu à Vallauris (…) j'y travaillais beaucoup. Nous sommes montés à Vallauris et je lui montre la céramique. »

— M. Sima
La céramique a toujours accompagné l'œuvre de Picasso, originaire de Malaga, important centre potier hispano-mauresque. Ses recherches sont cependant restées confidentielles jusqu'à son installation à Vallauris.
Sa pratique est peu orthodoxe. Picasso — sculpteur — façonne dans la glaise faunes et nymphes, coule la terre comme on le fait du bronze, décore inlassablement plats et assiettes de ses thèmes favoris (corrida, femme, chouette, chèvre…), utilise les supports les plus imprévus (fragments de pignates, casettes, matériel d’enfournement ou briques cassées), invente les pâtes blanches qui sont des céramiques non émaillées décorées d’éléments en relief. La céramique n’est nullement pour Picasso un art mineur.
Dans l'atelier Madoura, il utilise les œuvres créées par Suzanne Ramié et réalisées par l'atelier. Les formes de l'atelier Madoura sont éventuellement retouchées, encore fraîches, par Picasso qui les parachève par un décor peint, ajoutant à l'adresse du potier la touche expressive du sculpteur et du peintre. Il décore aussi des formes réalisées à partir de dessins préparatoires.
De 1946 à 1971, Picasso réalise quatre mille œuvres originales. Selon son souhait, certaines céramiques seront éditées (633 modèles furent ainsi édités avec des tirages allant de 25 à 500 exemplaires). Il choisit les modèles pour l'édition avec Suzanne et Georges Ramié, décide avec eux de la quantité de chaque tirage et supervise la réalisation technique. Madoura aura l’exclusivité de la fabrication et de la diffusion des éditions.
Il a voulu que ces céramiques éditées aient un usage quotidien ainsi qu’il s’en ouvre à André Malraux :
« J’ai fait des assiettes, on peut manger dedans. »

## La linogravure
Une autre technique retient également son attention, la linogravure, qu’il a pratiquée avec l’imprimeur Hidalgo Arnera (1922-2007) et, à partir de 1963, avec Aldo et Piero Crommelynck. Les premières œuvres sont réalisées pour les affiches des courses de taureaux ou celles des expositions céramiques de la ville. Il en fait rapidement un moyen d’expression à part entière en mettant l’accent sur les couleurs.

## L'influence de Picasso
L'exceptionnelle renommée de Picasso produit un effet d'attraction autour de la petite cité de Vallauris. De nombreux créateurs viennent s'installer dans la ville ou ses alentours et s'initient à la céramique. Cet engouement et le rôle central de Picasso expliquent le renouveau de la céramique de Vallauris dans les années 1950, que l'on présente comme l'âge d’or de Vallauris.
Mort en 1973, Picasso reste citoyen d’honneur de la ville.